# Communauté rurale de Bémet Bidjini
La communauté rurale de Bémet Bidjini est une communauté rurale du Sénégal située en Casamance, au sud du pays. 
Elle fait partie de l'arrondissement de Djibabouya, du département de Sédhiou et de la région de Sédhiou.
Lors du dernier recensement, la CR comptait 12 239 personnes et 1 133 ménages.